# Couvent des Dominicaines de Sylo
Le couvent des Dominicaines de Sylo est un monument historique situé à Sélestat, dans le département français du Bas-Rhin en région Grand Est. 
Ouvert au XIIIe siècle, il a été transformé en hôpital pendant la Révolution française et a conservé cette fonction jusqu'en 1965, sous le nom d'hôpital Saint-Quirin.

## Localisation
Ce bâtiment est situé au 7, rue de l'Hôpital à Sélestat.

## Historique
Les premières Dominicaines se sont installées à Sélestat en 1245. Elles sont rejointes en 1258 par les sœurs du couvent de Sylo, près de Ribeauvillé. Le couvent de Sélestat est détruit par le feu en 1263 puis reconstruit entre 1266 et 1275. L'église est construite vers 1280. Les religieuses, recrutées parmi la petite noblesse locale, exploitent des terres situées à l'est du couvent.
Pendant la Guerre de Trente Ans, le couvent est occupé par les Suédois. Il est restauré en 1650, mais à la fin du siècle, les religieuses doivent céder une partie de leur terrain à la municipalité car la ville manque alors de logements. Une nouvelle entrée doit être aménagée sur la rue de l'hôpital en 1720. 
L'établissement est fermé en 1792. Les bâtiments accueillent des blessés de l'hôpital du Fischerbach en 1796. Une nouvelle chapelle est créée en 1801 et l'hôpital achète l'ancien couvent en 1807. L'édifice est réaménagé plusieurs fois au cours du XIXe siècle puis au début du XXe siècle. 
L'hôpital Saint-Quirin fonctionne jusqu'en 1965, date de l'ouverture du nouveau complexe hospitalier de Sélestat. Les locaux servent ensuite de maison de retraite jusqu'en 2000.
L'édifice fait l'objet d'une inscription au titre des monuments historiques depuis 2009.
Il sera restauré par le Groupe Francois 1er, opérateur parisien spécialisé en monuments historiques.

## Architecture
L'édifice est composé d'une église et d'un bâtiment conventuel en fer à cheval. L'espace qui se trouve au centre est occupé par un cloître gothique trapézoïdal. L'église est coupée par des cloisons depuis les travaux du XIXe siècle.

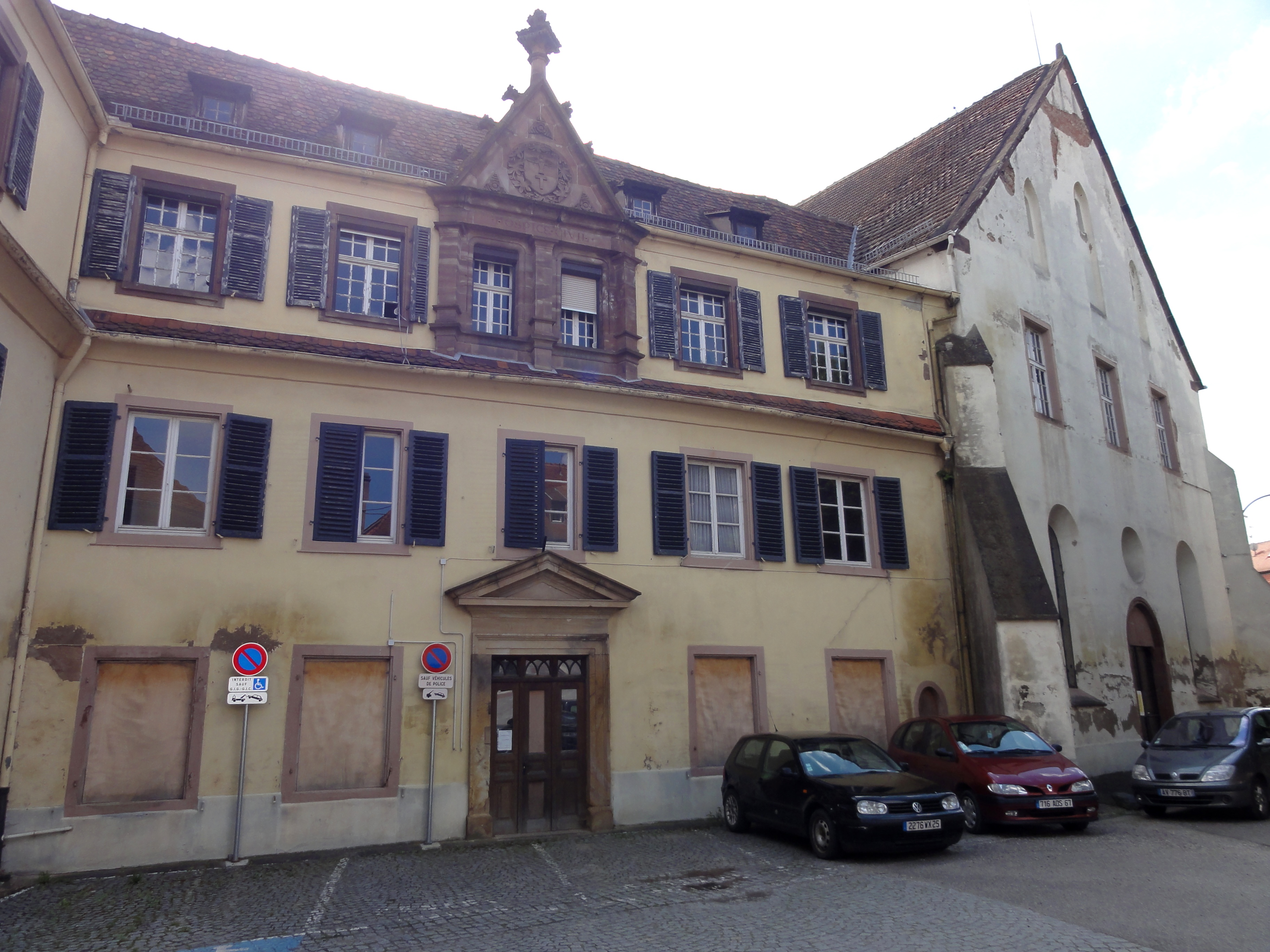
Ancien couvent des Dominicaines de Sylo, Maison de retraite Saint-Quirin (XIIIe-XIXe)
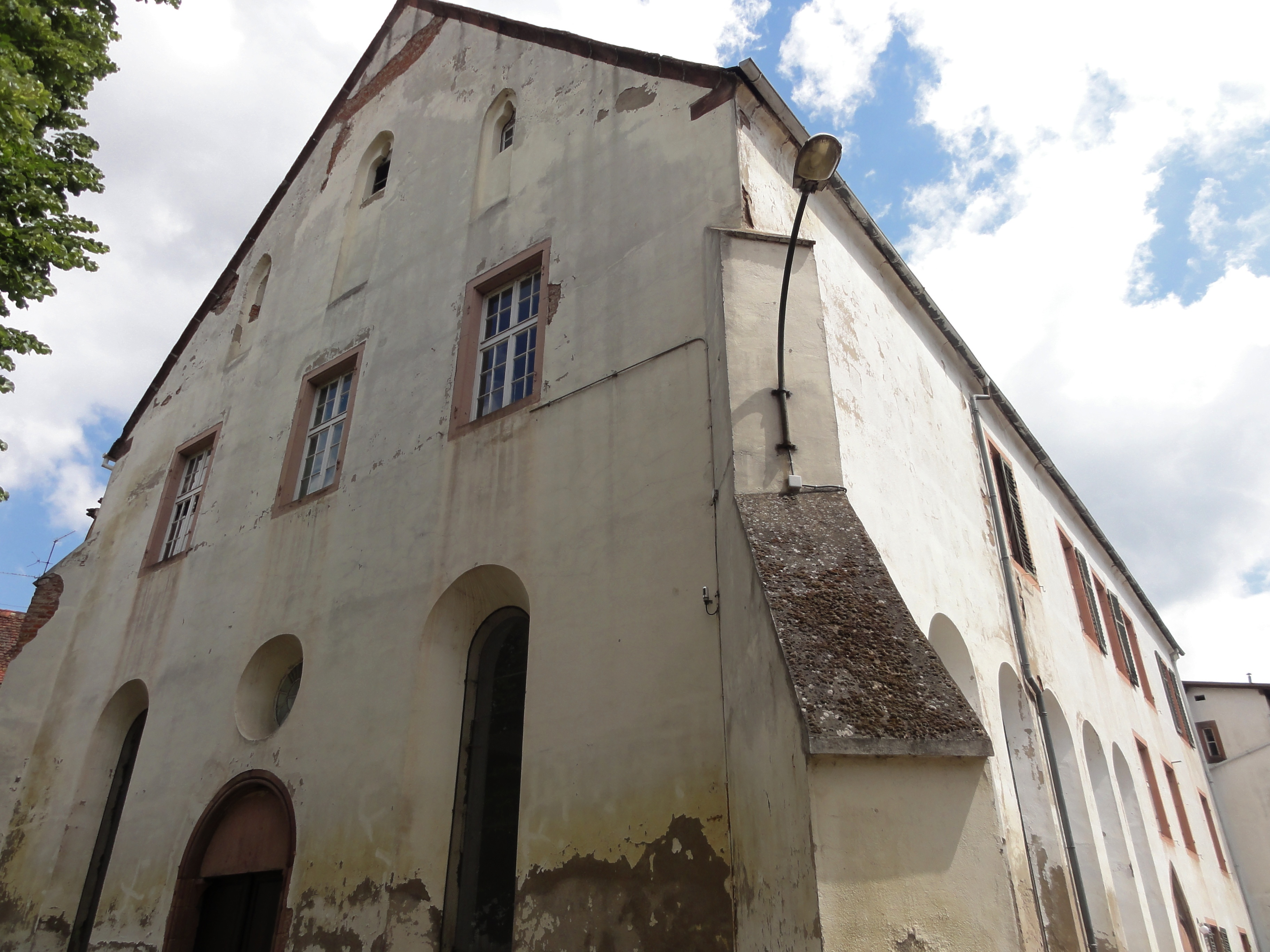
Chapelle Saint-Quirin (XIIIe siècle et XVIIIe siècle)
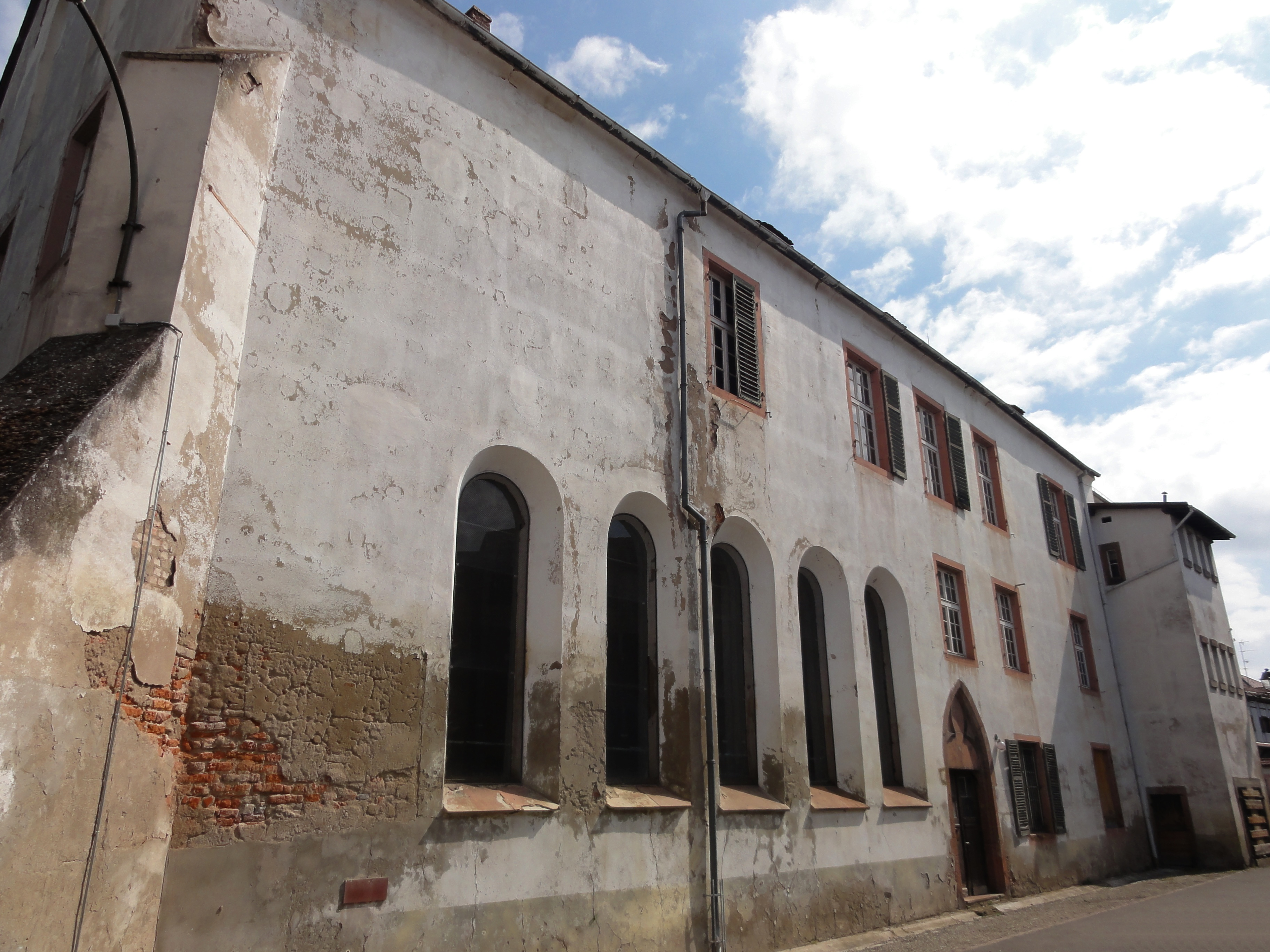
Nef de la chapelle Saint-Quirin (XIIIe siècle et XVIIIe siècle)
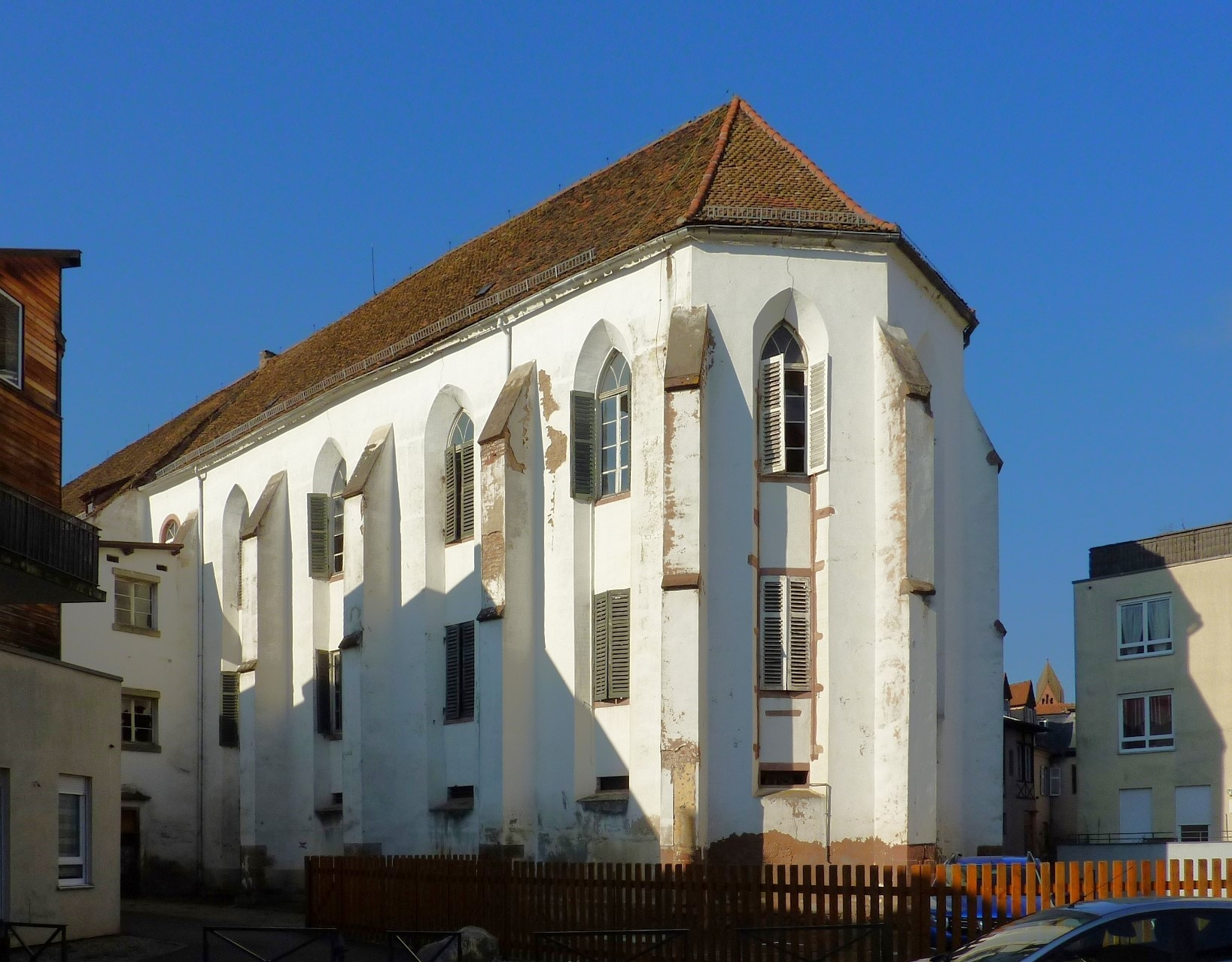
Chevet de la chapelle Saint-Quirin (XIIIe siècle et XVIIIe siècle)
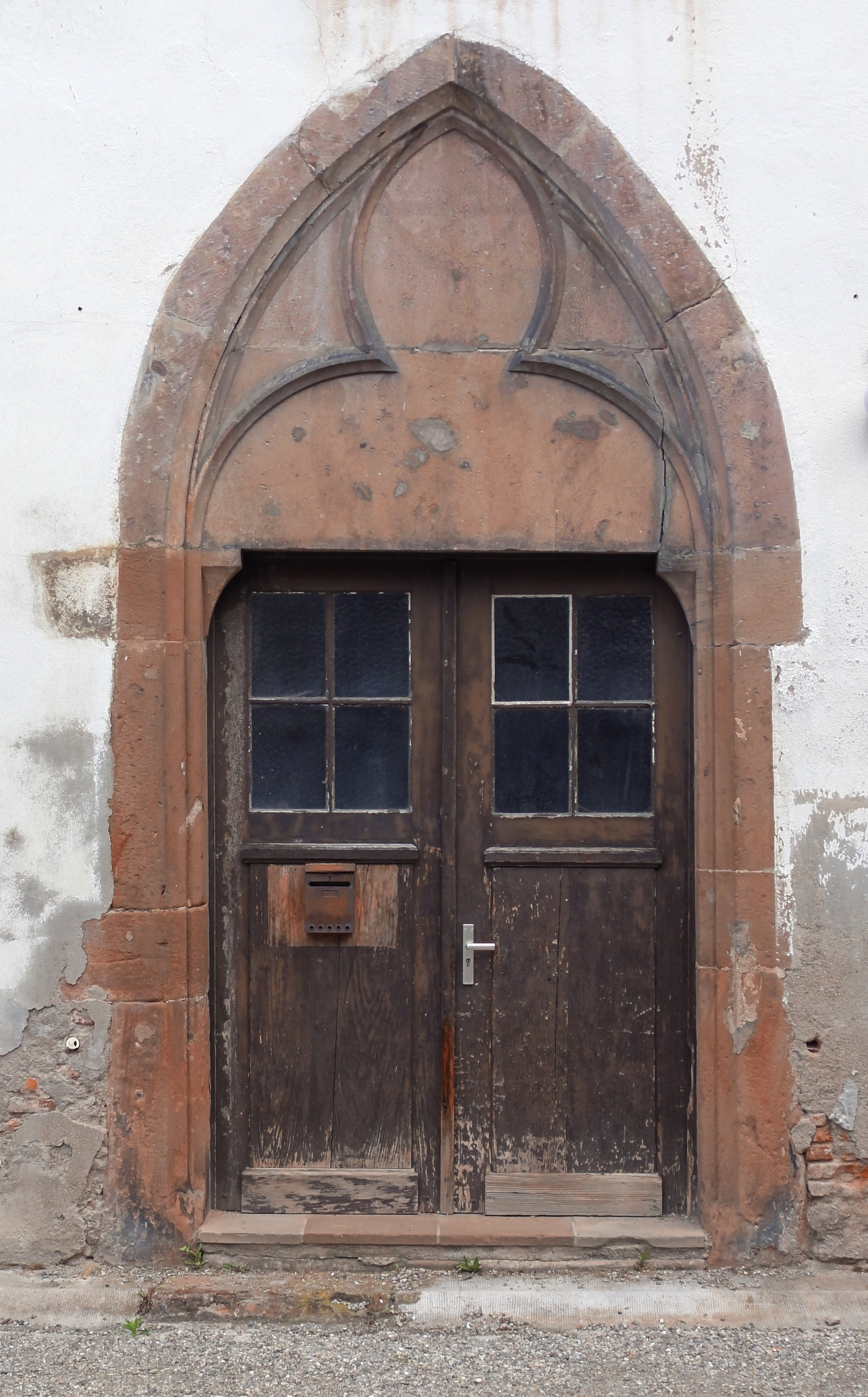
Portail de la chapelle Saint-Quirin (XIIIe siècle et XVIIIe siècle)